# Луїза Ріттер
Луїза Ріттер (англ. Louise Ritter; нар. 18 лютого 1958, Даллас, Техас, США) — американська легкоатлетка, що спеціалізується на стрибках у висоту, олімпійська чемпіонка 1988 року, призерка чемпіонату світу. 

## Кар'єра
| Рік             | Змагання         | Місто                | Місце           | Примітки        |                 |
| Представник США | Представник США  | Представник США      | Представник США | Представник США | Представник США |
| --------------- | ---------------- | -------------------- | --------------- | --------------- | --------------- |
| 1983            | Чемпіонат світу  | Гетеборг, Фінляндія  | 3               | 1.95 м          |                 |
| 1984            | Олімпійські ігри | Лос-Анджелес, США    | 8               | 1.91 м          |                 |
| 1987            | Чемпіонат світу  | Рим, Італія          | 8               | 1.93 м          |                 |
| 1988            | Олімпійські ігри | Сеул, Південна Корея | 1               | 2.03 м          |                 |